# Калина Карльса
{{#ifeq:0|0|{{#if:|{{#if:Viburnumcarlesii|[[]}}|}}}}
Калина Карльса (Viburnum carlesii) — один з видів калини. Красивоквітучий чагарник висотою до 1,5 м. Листя великі, до 10 см в довжину. Квітки до 1,5 см в діаметрі, зібрані в густі напівкулясті суцвіття до 7 см в діаметрі, цвітіння дуже раннє в перших числах травня. Зацвітає з початку розпускання листя. Квіти з дуже сильним приємним запахом.